# Johanna Wehner
Johanna Wehner (* 1981 in Bonn) ist eine deutsche Regisseurin.

## Leben
Johanna Wehner studierte Philosophie und Germanistik in Bonn und St Andrews, Schottland, und schloss mit dem Staatsexamen ab. Anschließend studierte sie Opern- und Sprechtheaterregie an der Bayerischen Theaterakademie August Everding in München. Dieses Studium schloss sie mit der Uraufführung eines Stückes nach dem Roman Kürzere Tage von Anna Katharina Hahn am Schauspiel Stuttgart ab.
Sie hat u. a. in München, Heidelberg, Jena, Freiburg, Frankfurt, Bochum und Stuttgart gearbeitet. In der Spielzeit 2013/14 leitete sie zusammen mit Alexander Eisenach und Ersan Mondtag das Regiestudio des Schauspiels Frankfurt und war von 2014 bis 2017 Oberspielleiterin am Stadttheater Konstanz.
Für ihre Inszenierung von Schimmelpfennigs „Der goldene Drache“ am Staatstheater Stuttgart wurde sie vom Theatermagazin Theater heute mehrfach als beste Nachwuchsregisseurin nominiert. 
Im Februar 2014 wurde am Theater Freiburg ihre Inszenierung des Stückes Intensivtäter von Paul Brodowsky uraufgeführt. Das Kritikportal nachtkritik.de hob die grandios durchkomponierte Regie von Johanna Wehner hervor. Seither arbeitet sie regelmäßig am Schauspiel Frankfurt, Staatstheater Wiesbaden und Staatstheater Kassel. 

## Theater (Regie)
- 2014: Tim Carlson: Allwissen (Stadttheater Konstanz)[4]
- 2019: Friedrich Schiller: Kabale und Liebe (Hessisches Staatstheater Wiesbaden)
- 2019: Jean-Paul Sartre: Geschlossene Gesellschaft (Schauspiel Frankfurt)[5]
- 2021: Saša Stanišić: Herkunft (Nationaltheater Mannheim)
- 2022: Joseph Roth: Hiob (Schauspiel Frankfurt)

## Auszeichnungen
- 2017: Deutscher Theaterpreises Der Faust in der Kategorie Beste Regie im Schauspiel für Die Orestie am Staatstheater Kassel[6]